# 段会宗
段會宗（前84年—前10年），字子松，西漢天水郡上邽（今甘肅省天水市）人，其在漢元帝和漢成帝時期，兩度擔任西域都護，並數次出使烏孫，弭平該國的多場內亂，穩定局勢，於西域各邦國中威望甚高。元延三年段會宗去世，享年七十五歲。

## 生平

### 出任都護
段會宗於竟宁年間，以杜陵县县令的身分，被五府舉薦為西域都護、騎都尉光祿大夫，西域各國皆敬畏他的威信。經過三年的時間，段會宗任期滿後回朝，被任命為沛郡太守。因為单于要來朝見，就調任他為雁門郡太守。過了數年，段會宗因犯法被免職。西域各國上書朝廷，表示希望能派段會宗回西域任職，陽朔年間，他再次擔任西域都護。

### 谷永之誡

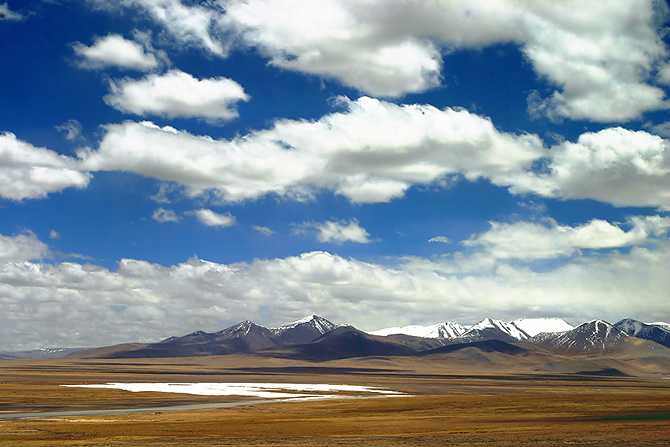
段會宗的好友谷永掛念他以年邁之身前往西域，故寫信勸告其不要貪功，任滿後即刻回朝，圖為崑崙山山脈一景

段會宗為人講究節操，看重功名，他與谷永交情頗佳。谷永憐惜段會宗年老又要再次遠出西域，就寫信勸誡他說道：「足下因為安撫遠方的美德，再次擔負都護的重要職位，可敬可佩！像您這樣有才能的人，可以輕而易舉地在都城取得卿相的職位，何必要去崑崙山之側去建立功勳，總管百蠻，安撫異域的人們呢？您的長處，不用我來告訴您。儘管如此，朋友之間臨別贈言，不能不大略陳述我的意見。如今汉朝恩德隆盛，邊遠的邦國都來歸服，像傅介子、郑吉、甘延壽、陈汤等人所建立的功績，我們終身也不可能再見到了，希望您遵循舊例，不要追求奇特的功勞，任期一到，就立即回朝，也足以抵銷在雁門郡那時被罷官的不幸了。在萬里之外，應以保重身體為本，希望您仔細考慮我說的話」。

### 安定烏孫
段會宗出關往西域前進。沿途各國國王都派子弟到城郊去迎接。由於烏孫小昆彌安日此前是由段會宗所立，心中感激他的恩德，打算前來拜謁，其麾下的諸位翖侯勸阻他，安日不聽從，仍是前往龟兹拜會段會宗，西域各城邦國皆十分親近與依附段會宗。後來康居太子保蘇匿率領一萬多人想歸降漢朝，段會宗把情況上奏給朝廷，漢朝派遣衛司馬在路上迎接，段會宗自己又調動戊己校尉率軍跟隨衛司馬接受歸降的人。然而衛司馬害怕投降的康居人眾多，想讓投降者都把自己捆綁起來，保蘇匿因此心生怨恨，率領部眾逃走。段會宗在任期滿回朝後，因為擅自調動戊己校尉的兵力，犯了乏興之罪，汉成帝下詔讓他贖罪，任命其為金城郡太守，後來段會宗又因生病而被免官。
一年多後，烏孫小昆彌安日被國內民眾所殺，各翖侯之間發生爭亂。朝廷徵召段會宗為左曹中郎将光祿大夫，派他前去安撫烏孫國，段會宗立安日的弟弟末振將為小昆彌，使烏孫國局勢安定下來後才返回漢朝。

### 親斬番丘

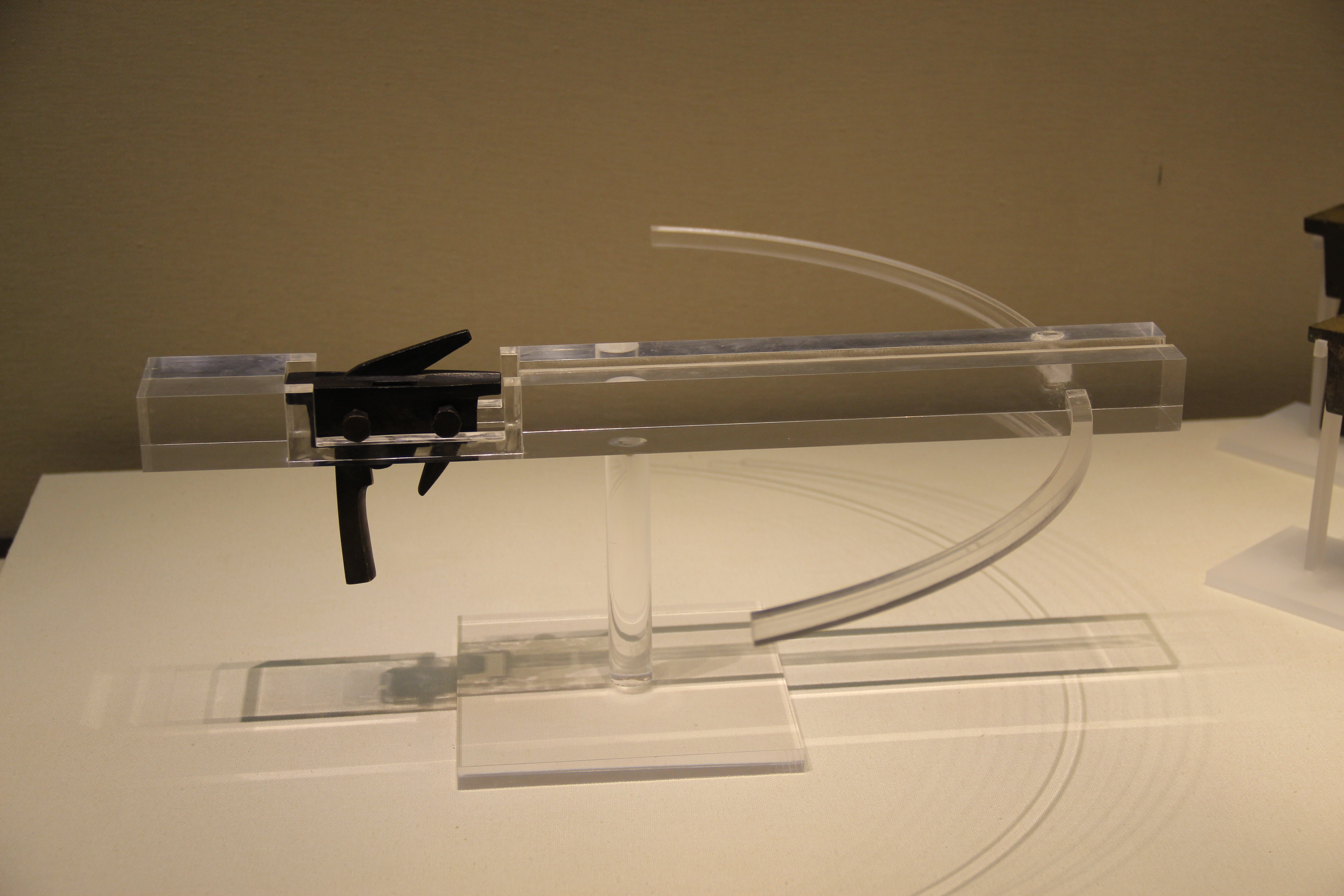
段會宗擔憂末振將之子番丘會因消息走漏而提前逃走，於是單獨挑選弩箭手三十人跟隨自己前往，成功擒斬番丘，圖為漢代弩機

隔年，末振將派人殺害了烏孫大昆彌雌栗靡，後來他亦被大昆彌手下的翕侯難所殺，由於漢朝遺憾沒能親自將其殺死，故在元延年間，再次派遣段會宗調動戊己校尉和西域各國的軍隊，前去誅殺末振將的太子番丘。段會宗擔心大軍進入烏孫後，會驚動番丘，讓他逃走而無法捉到，便把所徵調的軍隊留在墊婁一帶，單獨挑選精壯的弩箭手三十人，徑直來到昆彌所在的地方，召來番丘，段會宗斥責他道：「末振將殘殺骨肉至親，殺害漢朝公主劉解憂的子孫，沒有受到懲罰便死去，使者奉皇帝的詔令誅殺番丘。」隨即手舉長劍擊殺番丘。番丘的隨從官員大為驚恐，騎著馬奔逃回去。
當時烏孫小昆彌烏犂靡是末振將兄長的兒子，他率領數千騎兵包圍住段會宗，段會宗對他們說明來誅殺番丘的意圖：「如今圍困並殺死我，對漢朝來說就如同拔掉牛身上的一根毛罷了。大宛國王毋寡、郅支單于的頭顱懸掛在槀街，你們烏孫是知道的。」小昆彌以下的人都屈服了，說：「末振將背負漢朝，殺死他的兒子是可以的。難道就不能預先告訴我，讓我供給他最後一頓飲食嗎？」段會宗回道：「如果預先告知你，你讓番丘逃走或躲藏起來，就是犯了大罪。如果讓你供給他飲食後再交給我，那就損傷了骨肉親情，所以沒有事先告知。」小昆彌以下的人員皆號哭著撤兵離去。段會宗回朝奏報事情的經過，公卿們討論認為段會宗權宜處理，抓住有利的機會，率領少數兵力深入烏孫國，就地殺了番丘，宣揚了國家聲威，應該給予重賞。漢成帝於是賜給段會宗關內侯的爵位，黃金一百斤。

### 病逝西域
這時，小昆彌烏犂靡的叔父卑爰疐糾集八萬之眾，倚附康居，打算向康居借兵併吞烏孫的大、小兩昆彌，漢朝為此又派遣段會宗出使西域，和西域都護孙建共同合力安定烏孫。第二年，段會宗病死在烏孫國中，享年七十五歲，西域城邦各國為他發喪，並修建祠廟。

## 家族
- 先祖共叔段：春秋时期鄭國公子，為鄭武公之子，鄭莊公同母弟[4]。
- 從曾孫段熲：东汉官員，官至司隸校尉、太中大夫、太尉等職[4]。

## 延伸閱讀
[在维基数据编辑]
 《漢書·卷070》，出自班固《漢書》